# Dracophyllum verticillatum
Dracophyllum verticillatum är en ljungväxtart som beskrevs av Jacques-Julien Houtou de La Billardière. Dracophyllum verticillatum ingår i släktet Dracophyllum och familjen ljungväxter. Inga underarter finns listade i Catalogue of Life.

## Bildgalleri

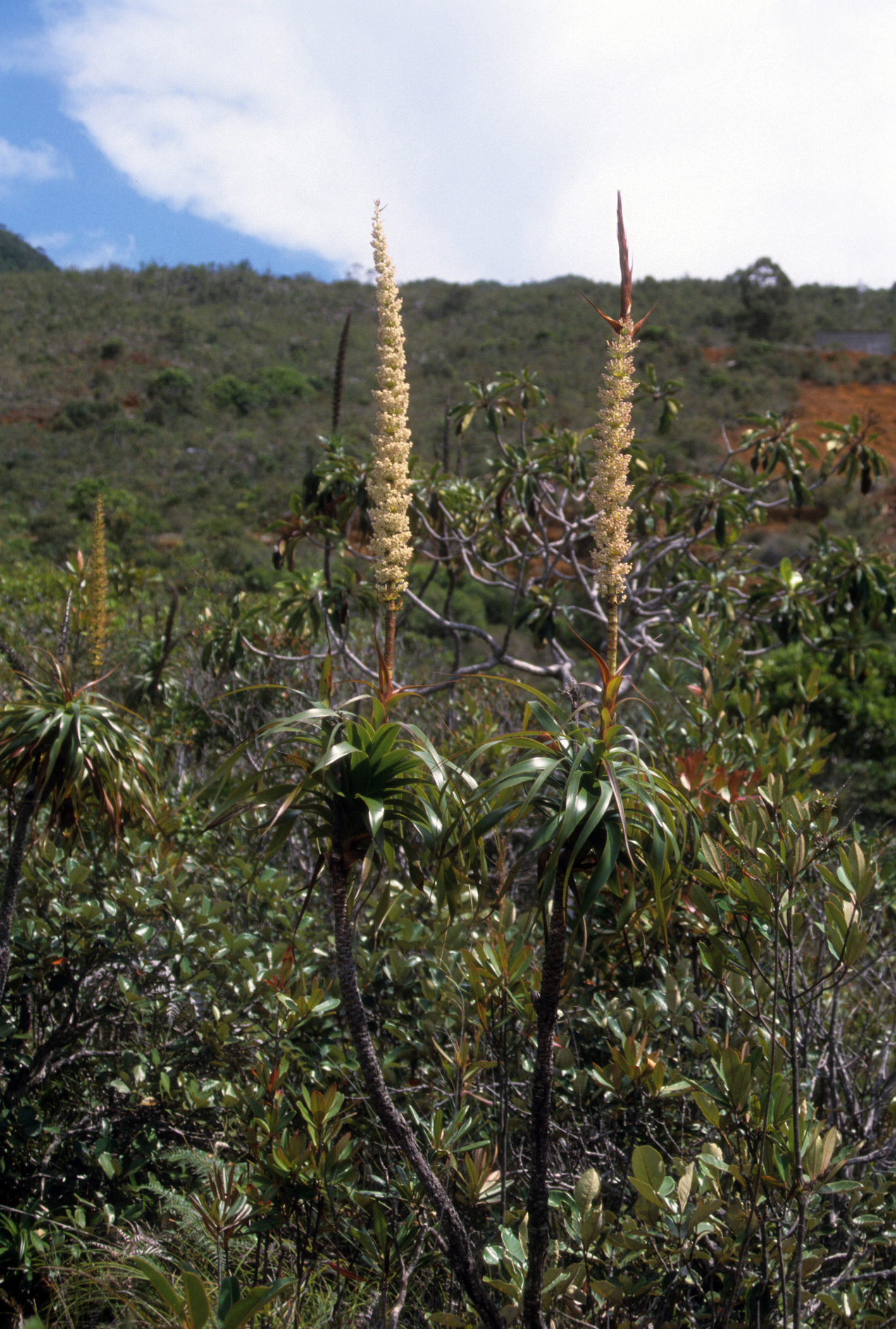